# .et
.et is het achtervoegsel van domeinen van websites uit Ethiopië. Registraties gebeuren op het tweede niveau.